# Enrique de Ferrières
Enrique de Ferrières también Henry de Ferrers (Latín medieval: Henricus de Ferrariis, c. 1036-1088) fue un noble anglonormando, señor de Ferrières-Saint-Hilaire y Chambrais. Fue el primer referente de la familia de Ferrers en Inglaterra. Era hijo de Vauquelin de Ferrières (caído en combate frente a Hugues de Montfort).
Enrique de Ferrières aparece citado en las crónicas de Wace como uno de los caballeros que acompañaron a Guillermo el Bastardo durante su conquista normanda de Inglaterra. El rey Guillermo I le concedió más de 200 señoríos, la mitad en Derbyshire, junto con el castillo de Tutbury, Staffordshire (anteriormente en manos de Hugo de Avranches). En 1066 o 1067 se le concedieron las tierras en Berkshire y Wiltshire, tras derrotar en el campo de batalla a Goderico, el antiguo sheriff anglosajón de Berkshire.
Enrique vino acompañado a Inglaterra con tres de sus más leales seguidores en su séquito. Los caballeros normandos de Curzon (de Notre Dame-de-Courson), los de Baskerville (de Boscherville) y los de Levett (de Livet-en-Ouche), los tres fueron referentes de importantes familias anglonormandas. 
También sirvió a su heredero, Guillermo Rufus como administrador del reino y custodio del castillo de Stafford. Hacia 1080, él y su esposa fundaron el priorato de Tutbury en Staffordshire. En 1086 fue uno de los comisionados reales encargados del censo de propiedades del Libro Domesday, que recoge sus 210 feudos.

## Herencia
Se casó con Bertha de l'Aigle, condesa de Surrey (c. 1040-1130), una hija de Engenulfo de l'Aigle. Fruto de esa relación nacieron varios hijos:
- Maud [Matilde] de Ferrers (c. 1060-?);
- Roberto de Ferrers (c. 1062-1139), conde de Derby;
- Engenulfo [Engenulph] de Ferrers (c. 1064-1125), señor del castillo de Duffield;
- Amicea de Ferrers (c. 1068-?), esposa de Nigel de Aubigny (c. 1055-1107);
- Emmeline de Ferrers (c. 1070);
- Enrique II de Ferrers (c. 1084-1101);
- Walchelin de Ferrers [Radbourne] (c. 1086-?);[8]
- Gunderedo [Gundred] de Ferrers (c. 1088-?);

De otra relación con Mahaut de Durbuy (Durbury, c. 1014-1091), nació:
- Hermerus de Ferrières [Wirmegay] (c. 1045-?).